# Neiara
Neiara var en nymf i den grekiska mytologin, med det latinska namnet Neaera. Hon var solguden Helios älskarinna och mor till hans döttrar, Lampetia och Phaethusa.